# Хицей ха-Эш
Хицей ха-Эш (ивр. עוצבת חצי האש‎ — «бригада огненных стрел») — израильская элитная резервная парашютно-десантная бригада в составе Армии обороны Израиля, подчинённая дивизии Ха-Эш. Полное название — 551-я резервная бригада специального назначения «Хице́й ха-Эш».

## История

### Создание подразделения
Костяк бригады составлял 697-й батальон. Этот батальон был создан в 1968 году Рафаэлем Эйтаном, тогдашним главным пехотным и десантным офицером. Созданная часть называлась «Гундат 697» (позже: «697-й батальон»), и все его солдаты были резервистами, в основном ветеранами бригады Цанханим и разведки «Шакед». Солдаты батальона были отправлены в Хувару для прохождения курса противотанковой борьбы. Вооружение подразделения составляли 90-мм пушки производства Великобритании времен Второй мировой войны, которые были переоборудованы АОИ в парашютные противотанковые средства. Бойцы батальона 697 передвигались на джипах и пешком. Во время Войны Судного дня подразделение входило в состав разведгруппы дивизии 143 («дивизии Шарона») под командованием Амации Хен («Паци»). В ходе войны батальон получил 697 противотанковых ракет BGM-71 Tau (известных в АОИ как «Арав»), которые поступили из США и использовались вместо неточных 90-мм пушек. Солдаты 697-го батальона выпустили ракеты по египетским солдатам, стоявшим на наблюдательных вышках вдоль Суэцкого канала, известных в ЦАХАЛе как «сипухи» или «обезьяны». Командир дивизии Ариэль Шарон, приехавший посмотреть стрельбу по египтянам, подарил бойцам батальона бутылку шампанского после точных попаданий.
Бригада была создана в 1977 году.

## Йехидат ха-Ниюд
В 1988 году в составе дивизии было создано 5515-е особое транспортное подразделение «Йехидат ха-Ниюд», специализирующийся на оперативных транспортных перевозках. В обязанности подразделения входит быстрое передвижение бойцов в зонах боевых действий под обстрелом. В 1996 году часть была переформирована по инициативе комбрига Таля Руссо. Командиром подразделения назначили капитана Ротема Шани, уважаемого боевого командира в кругу элитных подразделений Армии обороны Израиля. Шани, ветеран разведки Гивати, основатель разведовательного подразделения 252, был ключевой фигурой в превращении подразделения в лидера мобильности и оперативной доставки в АОИ. Подразделение было награждено командиром Центрального командования Ицхаком Эйтаном в 2002 году за участие в операции «Защитная стена». Подразделение также принимало участие в операции «Литой свинец» и в операции «Нерушимая скала».